# 台灣小鼯鼠
臺灣小鼯鼠(學名: Belomys pearsoni kaleensis)主要分佈於海拔800至2000公尺的天然闊葉林地。體長約17 ~ 20公分，耳殼外緣各有一簇黑色細而長的毛，向上生长。臺灣小鼯鼠是夜行性動物，喜食各種含糖量高的多汁水果和小葉桑的嫩葉。其躍行能力比滑翔能力強。